# ئی‌ام‌دی اس‌دی۴۵
ئی‌ام‌دی اس‌دی۴۵ (انگلیسی: EMD SD45) یک لوکوموتیو دیزلی ساخت شرکت جنرال موتورز الکترو-موتیو دیویژن است.
این لوکوموتیو که مابین سال‌های ۱۹۶۵ تا ۱۹۷۱ تولید می‌شده دارای ۲۰ سیلندر، ۳۶۰۰ اسب بخار قدرت و ۱۱۴ کیلومتر در ساعت سرعت نهایی بوده است.